# 張家旭昇居
22°28′52″N 120°30′07″E / 22.481062°N 120.501977°E

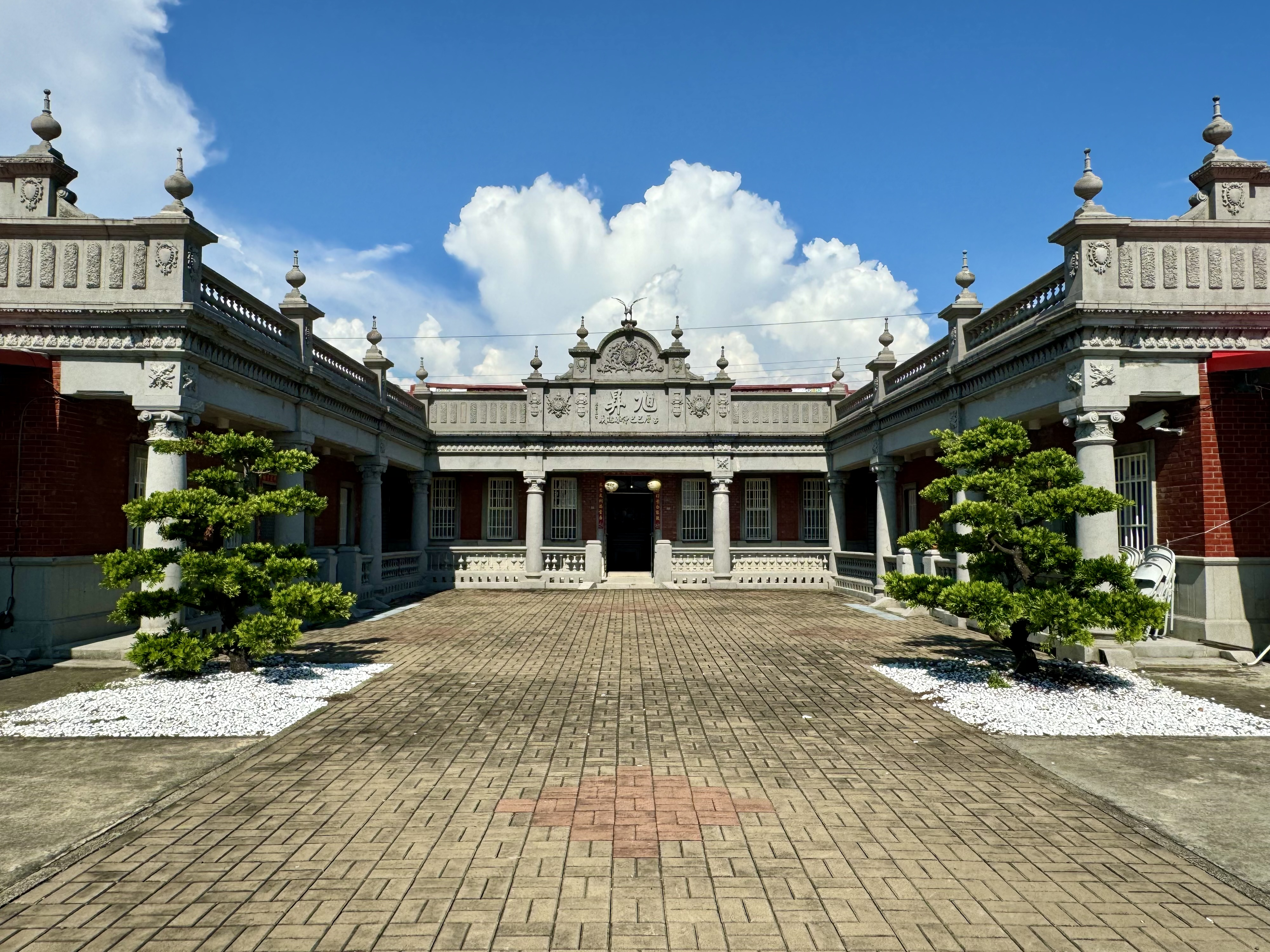
張家旭昇居

張家旭昇居，是位於臺灣屏東縣南州鄉七塊村的巴洛克風格三合院，建於1926年，列臺灣歷史建築百景。

## 外觀

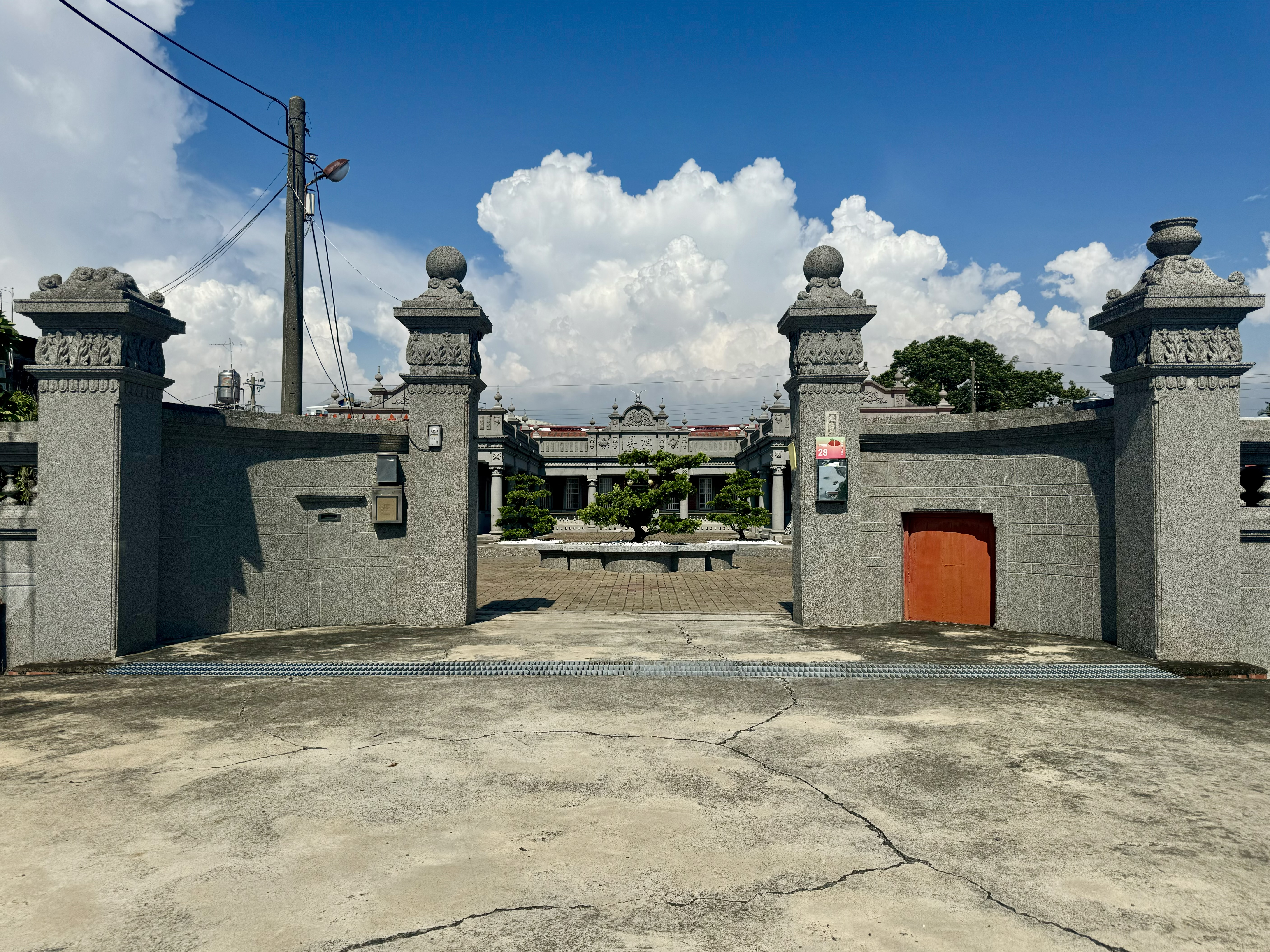
入口

張家旭昇居整體座東朝西，外部以水泥柱紅磚牆圍住占地1500坪，原先有綠樹圍籬。庭園以花園取代傳統的稻埕，並在入口設置圓形花台以形成右進左出的動線。
列為臺灣歷史建築百景的旭昇居因建於日治時期，所以建築風格融合當時最流行的巴洛克風及閩式紅磚三合院等特色。格局為單進雙護龍三合院形制，兩邊商房下有迴廊、上有陽台。左右護龍山牆上有獅子裝飾，欄杆也有花瓶形雕塑。正面「旭昇」即為當時主人張朝輝日本名翻譯而成。山牆頂端塑有展翅飛鷹，以寄寓張家鴻圖大展、振翼翱翔。內部大廳的三層花紋供桌供奉清河堂張氏祖先神座，兩邊木板則有二十四孝圖與起造者張朝輝和妻子畫像各一幅。在興建時，起造者張朝輝除講究建構格局，他還禮聘陳玉峰作進駐府中。像是正廳的松鶴延年圖，就為陳玉峰作品。
旭昇居後方緊鄰的古厝為張朝輝堂兄張國嘉所建。旭昇居不遠處，還有一棟同時其建造、同建築師設計監造的蔡家宅，但隨著起造人蔡得病故、後代移居屏東市，已殘缺破落。

## 歷史

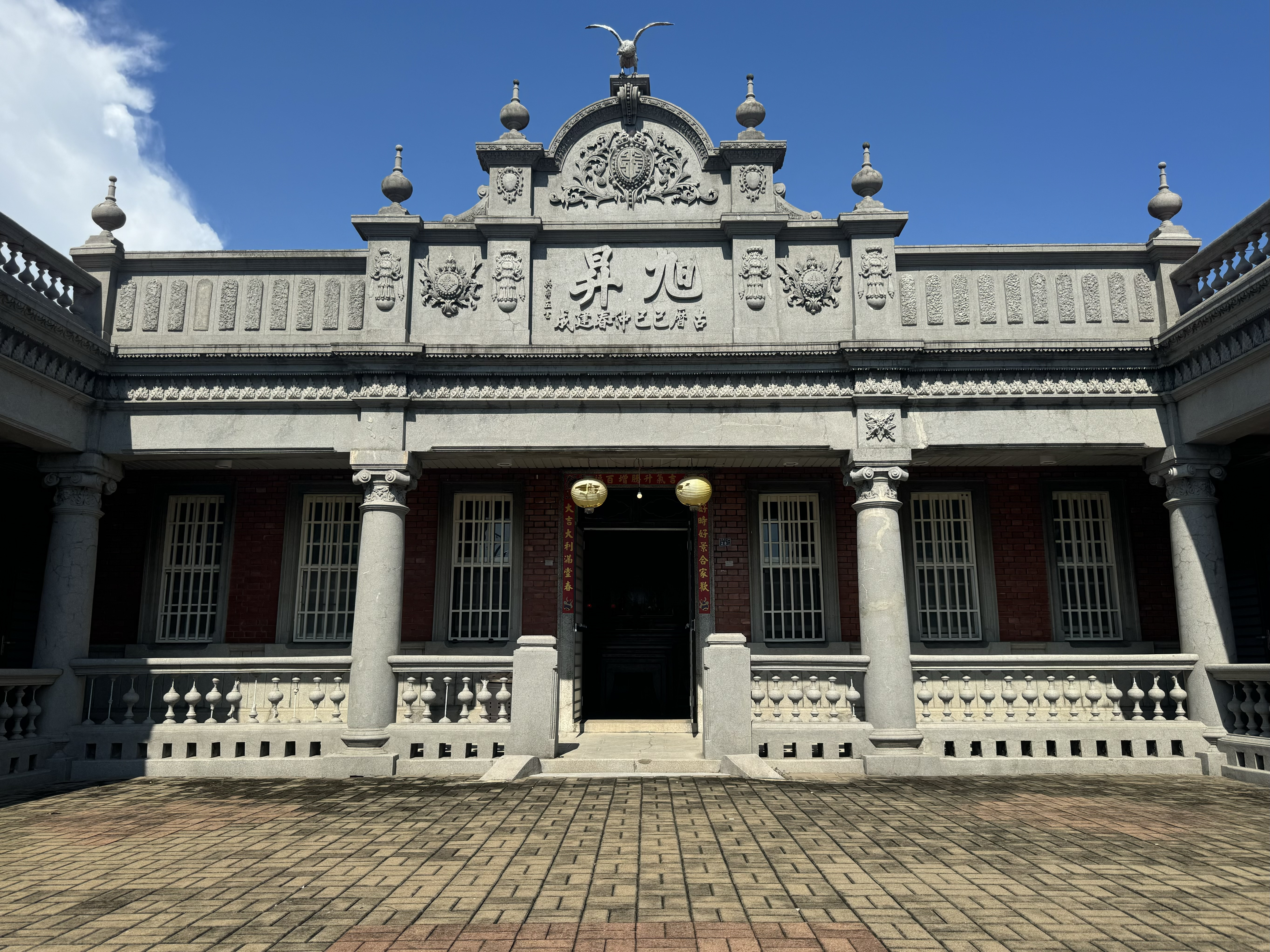
近景

1926年，26歲坐擁大鵬灣魚塭13甲、田產80餘甲的張朝輝在七塊村規劃起建旭昇居，於1929年竣工。據張朝輝兒子張徵雄說，耗資等於16甲土地的錢。
1942年，張朝輝因高雄州特高事件被捕遇害，魚塭被日本軍部沒收作日軍水上飛機基地，導致家道沒落，由次子張朝輝獨撐家計。1984年韓乃鎮採訪時，張徵雄時任溪北國小總務主任。1999年張徵雄罹癌病逝後，就由妻子許麗姬、及長男張博程留守家園。2023年，張博程在好友前鄉長林宏村建議下，將此宅古厝打造成藝文活動場地，自己斥資新台幣4、500萬修整。